# Суроново
Суро́ново (рос. Суроново) — присілок у складі Шарканського району Удмуртії, Росія.

## Населення
Населення — 144 особи (2010; 164 у 2002).
Національний склад станом на 2002:
- удмурти — 99 %

## Урбаноніми[3]
- вулиці — Лісова, Молодіжна, Центральна, Шкільна